# 1901年恐慌
1901年恐慌（せんきゅうひゃくいちねんきょうこう、英: Panic of 1901）は、1901年にアメリカ合衆国のニューヨーク証券取引所で発生したノーザン・パシフィック鉄道の買収事件をきっかけに生じた恐慌である。

## 背景
当時のアメリカの株式市場では、鉄道会社の株が大きな位置を占めていた。アメリカの鉄道会社は完全な自由主義経済の中で運営されており、自動車交通も未発達であったこともあり、カルテル、トラストが横行していた。例えば、一つの地域の鉄道ネットワークがすべて同じ鉄道会社で運営されるようになると、競争がないために運賃は高く、利便性は低く抑えられ、資本家のみが潤うような構図ができあがっていた。
そのような状況の中で、ユニオン・パシフィック鉄道（UP。現存）とノーザン・パシフィック鉄道（NP。現在のBNSF鉄道）のふたつの大陸横断鉄道が、それぞれ、鉄道の重要な結節点であったシカゴに自社のネットワークを延ばすことを画策した。そのためには、新路線を建設するよりも、すでにシカゴに達している既存の鉄道会社、すなわちシカゴ・バーリントン・アンド・クインシー鉄道（CB&Q）を買収し、自社のネットワークに組み込むことが得策であった。
CB&QはNP陣営に買収されるが、あきらめきれないUP陣営がCB&Qの親会社となったNPごと買収しようと画策した。それにNP陣営が応酬したため、NPの株価は異常な上昇を続け、その暴騰に耐えきれなくなった多数の投資家たちの破産を招くことになった。

## 経緯

### CB&Q株取得への動き
最初にCB&QにアプローチしたのはNPであった。NPは、銀行家のジョン・モルガンを後ろ盾に持つジェームズ・ジェローム・ヒルが率いる鉄道であった。また、ウイリアム・ロックフェラーの後ろ盾を持つエドワード・ヘンリー・ハリマンが率いるUPもアプローチした。CB&Qの社長であったチャールズ・エリオット・パーキンスは、1株200ドルを提示。UPのハリマンらが想定していたよりも高額であったが、NPのヒルらはそれに同意し、ヒルとモルガンが率いるもう一つの大陸横断鉄道であるグレート・ノーザン鉄道（GN）とともにCB&Qの経営権を取得した。このディールによりCB&Qの経営権に関する交渉はヒルとモルガン連合の勝利で決着したかに見えた。

### ハリマンの対抗策と株価上昇
ところがこれに対してUP陣営は、CB&Qの経営権を取得した親会社であるところのNPごとCB&Qの経営権を得るという画策を開始した。現代でいうところのパックマン・ディフェンス方式である（攻撃であるのでオフェンスであるが）。その策略は、モルガンと敵対していた投資銀行であるクーン・ローブ商会（Kuhn, Loeb & Co.）と、その頭取にしてかつてモルガンの強い影響下にあった銀行家・ジェイコブ・シフ（Jacob Henry Schiff）と共に進められた。
UPのハリマンは密かに株を買い進めたため、1901年4月から株価は急騰し、それを喜んだNPの重役までもが株を放出した。5月に入ってさらに急騰し、5月4日土曜日、ハリマンはNP株の過半数にあと4千株、というところまでNP株を買い進めており、残る4千株をなんとしてでも買い進めるようにクーン・ローブ商会に命じたが、責任者にしてユダヤ教徒であるシフは安息日の土曜日を理由に寺院の礼拝に出席中であったために注文が実行されずにいた。
同日、NPのヒルがこの動きを察知し、イタリアにバケーションに出かけていたモルガンに対処を尋ねると、価格を問わず発行済み普通株の50%である37万5千株が確保できるよう15万株を買うようにと回答した。翌5月5日は日曜日だったため、ヒル側は対策を練る時間を稼ぐことができた。ハリマンは優先株をコントロールすることができたが、ヒルは会社の内規で普通株の株主たちが優先株の発行を拒否することができることを知っていた。

### NP株価の暴騰と他銘柄の暴落
このハリマンとヒルの複雑な株の売り買いが株式市場に混乱を引き起こした。5月3日から日曜日を挟んで5月7日までにNPの株価は70ドルも上がり、同日の終値は143ドル。翌日には200ドルを超えた。この動きに乗った投機筋が近い将来の株価下落を見越しての証券会社や金融会社から株を借り、空売りを始めた。株価の下落後に株を買い戻せば、その差額が利益となるためである。しかし、NP株は高騰し続けた。そのため、株を借りた投機家はその代金を精算せねばならず、そのために他社の株の売却をはじめた。その日のうちに他社の株は暴落した。暴落した銘柄には、ハリマンのUPも含まれた。

### NP株暴落と収束
翌5月8日、NP株は1000ドルを超えたが、ニューヨーク証券取引所開設以来の大暴落が市場を襲っていたため、それにつられてNP株がついに下落した。この混乱は、モルガンのパートナーであるジョージ・パーキンスとシフ、もう一方の当事者であるハリマンとがともに動き、空売り側が1株150ドルで買い戻すことを許可することで収束に向かった。これらの一連の動きをさして、ノーザン・パシフィック・コーナー（ノーザン・パシフィック鉄道株買い占め事件）という。

## トラストの進展
結果としてヒルとモルガン側が勝利を収めはしたが、翌年、NP、GN、CB&Qの持株会社ノーザン・セキュリティーズ（Northern Securities Company、北部証券会社）を設立した。これにはハリマンやロックフェラーも参加した。
しかし、1904年、反トラスト法のひとつであるシャーマン法に抵触するという判決が下った。それまでの流れは、予審法廷では違法判決、巡回裁判所では合法判決、そして最高裁では違法5対合法4、かつ違法とした側の一人は補足意見つきで違法判決、というようなものであった。
そうした経緯もあり、判決により解体こそ命令されなかったが、事実上、利益の受け取りを禁止されたため、NPとGNの株を元の所有者に現在の資本比率に応じて返還し、99%減資を行った。
これにより、ハリマンの持株比率は以前よりも下がり、ヒルによるNP・GN支配はより強固なものとなった。また、以後この三つの鉄道の協調体制は統合まで続くこととなった。